# مارک اون جکسون
مارک اِوِن جکسون (انگلیسی: Marc Evan Jackson؛ زادهٔ ۲۱ اوت ۱۹۷۰) بازیگر، کمدین، صداپیشه اهل ایالات متحده آمریکا است.  وی از سال ۱۹۹۸ میلادی تاکنون مشغول فعالیت بوده‌است.
از فیلم‌ها یا برنامه‌های تلویزیونی که وی در آن نقش داشته‌است، می‌توان به خیابان جامپ شماره ۲۲، تبدیل‌شوندگان: انتقام شکست‌خوردگان، پادشاهان تابستان، کونگ: جزیره جمجمه، جومانجی: به جنگل خوش آمدید، به گفته جیم، غیب‌گو، دو دختر ورشکسته، پرورش شکست‌خورده، سلام خانم‌ها، خانواده امروزی، وقت ماجراجویی، تو بدترینی، کارشناسان سکس، کمدی بنگ!بنگ!، زیاد ذوق‌زده نشو و پارک‌ها و تفریحات اشاره کرد.